# ديد ريسنج 3
ديد ريسنج 3 (بالإنجليزية: Dead Rising 3)‏ هي لعبة فيديو من نوع رعب البقاء، صدرت في سنة 2013 كلعبة إطلاق لجهاز إكس بوكس ون. وهي من نشر مايكروسوفت جيم ستوديوز.

## موجز القصة
قصة اللعبة تحدث بعد عشر سنوات من الأحداث التي وقعت في مدينة فورتشن في ديد ريسنج 2. فيما يكون بطل القصة شاب ميكانيكي يدعى نيك راموس محاولته البقاء على قيد الحياء مع انتشار واسع لزومبي في مدينة لوس براديس

## أسلوب اللعب
ديد ريسنج 3 سوف تكون عالم مفتوح وعالم اللعبة كبير جدا حسب وصف مطورين اللعبة. وفي اللعبة يمكن للاعب إعادة تصميم وصياغة الاسلحة الخاصة باللاعب.و سوف تكون قيادة السيارات جزء هام من الاستكشاف المناطق باللعبة